# 盧希夫卡 (蘇梅州)
50°26′36″N 35°28′7″E / 50.44333°N 35.46861°E
盧希夫卡（烏克蘭語：Лугівка）是位於烏克蘭東北部的村莊，由蘇梅州奥赫特尔卡区的大皮薩里夫卡市鎮負責管轄。該村處於沃爾斯克拉河右岸，距離斯特里列齊卡普什卡爾卡2公里，海拔高度120米，2001年人口439。